# Олімпік (Валанс)
«Олімпік» (Валанс) (фр. Olympique de Valence) — аматорський французький футбольний клуб з однойменного міста, заснований 2005 року. Приймає своїх суперників на «Стад Жорж Помпіду», що вміщує 12,500 глядачів.

## Історія
Клуб був заснований в 2005 році під назвою АС «Валанс» (фр. Association sportive de Valence) на базі розформованого того ж року професіонального клубу АСОА «Валанс» і став виступати у шостому за рівнем дивізіоні країни . В подальшому клуб грав на регіональному рівні аж до моменту свого банкрутства в 2014 році. Тоді ж команда під новою назвою «Олімпік» (Валанс) (фр. Olympique de Valence) почала виступи з третього регіонального дивізіону.